# Gustave Malbert
Gustave Malbert (Maubeuge, 5 août 1880 - Dieppe, 22 septembre 1938) était un architecte français.
Son père était concepteur de machines pour les filatures du Nord de la France. Il étudie les Beaux-Arts à Lille, puis devient l'élève de l'architecte belge Victor Horta. Profondément marqué par l'Art nouveau, il réalise diverses maisons particulières, notamment sur la côte normande, où son exubérance se voit bridée par le conformisme de ses commanditaires. 
En 1916, il rencontre le philanthrope Ferdinand de Sastres qui lui passe commande d'un hôtel particulier situé au 17 bis de la rue Cardinet à Paris, dans le XVIIe arrondissement. Ce bâtiment, rapidement surnommé « le Mausolée », sera son unique chef-d'œuvre. Les travaux entamés le 5 janvier 1917 se termineront en grande pompe le 18 août 1918. Le bâtiment — qui sera détruit en 1969 et dont il ne subsiste que de très rares documents photographiques —, se voulait extravagant. Tentative absurde de faire cohabiter tous les styles et toutes les époques, le Mausolée de Sastres fut également l'antre du Surréalisme. On l'a souvent comparé par son foisonnement à la maison du Facteur Cheval. 
Après cette réalisation, Malbert se contentera de constructions mineures et mourra de tuberculose au sanatorium de Dieppe, le 22 septembre 1938. 